# نالدن
نالدن (به سوئدی: Nälden) یک منطقهٔ مسکونی در سوئد است که در بخش کروکام واقع شده‌است. نالدن ۱٫۲۹ کیلومتر مربع مساحت و ۸۷۳ نفر جمعیت دارد.